# 慢速阅读
慢速阅读（英語：slow reading），亦名慢閱讀，是慢风格的一个重要组成部分，与快速阅读等等技巧性阅读相反。
在当今社会一切以快节奏高效率为优的背景下，一些有识之士提出了慢风格（英語：slow movement）这样一个概念。慢速阅读强调回归自然，把对文本意思的理解放到最重要的地方，又带有从容放松的心境，有“阅读禅”的味道。迄今为止，慢速阅读主要流行于文学作品阅读领域，但近年来有所扩展，许多科学家也把它运用到经典文献的阅读领域。